# The Art of the Trio II: Live at the Village Vanguard
The Art of the Trio II: Live at the Village Vanguard från 1998 är ett musikalbum med Brad Mehldau Trio. Det spelades in live i mars 1998 på jazzklubben Village Vanguard i New York.

## Låtlista
1. It's All Right with Me (Cole Porter) – 12:39
2. Young and Foolish (Albert Hague/Arnold Horwitt) – 13:07
3. Monk's Dream (Thelonious Monk) – 11:09
4. The Way You Look Tonight (Jerome Kern/Dorothy Fields) – 12:33
5. Moon River (Henry Mancini/Johnny Mercer) – 10:52
6. Countdown (John Coltrane) – 12:41

## Medverkande
- Brad Mehldau – piano
- Larry Grenadier – bas
- Jorge Rossy – trummor